# Jan Faltyn
Jan Faltyn (Oleszna, 10 de octubre de 1952) es un deportista polaco que compitió en ciclismo en la modalidad de pista. Ganó una medalla de plata en el Campeonato Mundial de Ciclismo en Pista de 1977, en la carrera por puntos.

## Medallero internacional
| Campeonato Mundial | Campeonato Mundial         | Campeonato Mundial | Campeonato Mundial |
| Año                | Lugar                      | Medalla            | Competición        |
| ------------------ | -------------------------- | ------------------ | ------------------ |
| 1977               | San Cristóbal ( Venezuela) | Medalla de plata   | Puntuación (A)     |